# Sandy Shaw (femme politique)
Pour les articles homonymes, voir Sandy Shaw et Shaw.
Sandy Shaw, née le 22 octobre 1960, est une femme politique provinciale canadienne de l'Ontario. Elle est députée provinciale néo-démocrate de la circonscription ontarienne de Hamilton-Ouest—Ancaster—Dundas depuis 2018,.

## Biographie
Shaw est administratrice de la Hamilton-Oshawa Port Authority (en) et directrice d'entreprise et sociale de la First Ontario Credit Union.
Elle tente une entrée en politique sans succès en 2014 alors qu'elle brigue le poste de conseillère municipale du ward #1 de Hamilton.
Élue en 2018, elle est critique en matière d'Environnement, de Conservation et des Parcs.